# Ermetzhof
Ermetzhof ist ein Gemeindeteil des Marktes Marktbergel im Landkreis Neustadt an der Aisch-Bad Windsheim (Mittelfranken, Bayern). Die Gemarkung Ermetzhof hat eine Fläche von 1,724 km². Sie ist in 119 Flurstücke aufgeteilt, die eine durchschnittliche Fläche von 14.489,43 m² haben.

## Geografische Lage
Das Dorf liegt am Krummbach, einem linken Zufluss der Altmühl. 1 km östlich des Ortes erhebt sich der Büttelberg (531 m ü. NHN), 1 km nördlich die Burkhardsleite (520 m ü. NHN). Unmittelbar östlich grenzt das Waldgebiet Dornschlag an, 0,5 km südlich liegt das Burghausener Holz. Gemeindeverbindungsstraßen führen nach Preuntsfelden (1,5 km westlich), nach Burghausen zur Kreisstraße AN 8 (1,7 km südlich) und zur Bundesstraße 13 bei der Munasiedlung (1,7 km nordöstlich).

## Geschichte
Ursprünglich unterstand der Ermetzhof in der hohen Gerichtsbarkeit dem Hochstift Eichstätt, der es späterhin den Herren von Seckendorff zu Obernzenn als ein „freiadelig Lehn- und Rittergut“ verlieh. Im Jahre 1715 war der Ort dermaßen heruntergewirtschaftet, dass er von seinen Besitzern zerschlagen und an zehn Familien verkauft wurde. Dadurch entstand das Dorf Ermetzhof.
Gegen Ende des 18. Jahrhunderts gab es in Ermetzhof 16 Anwesen. Das Hochgericht übte das Rittergut Obernzenn aus. Die Dorf- und Gemeindeherrschaft hatte das Rittergut Obernzenn-Gutend. Grundherren waren das Rittergut Obernzenn-Gutend (3 Halbhöfe, 7 Güter, 5 Häuser) und die Gemeinde Ermetzhof (1 Haus). Von 1797 bis 1808 unterstand der Ort dem Justizamt Leutershausen und Kammeramt Colmberg.
1806 kam Ermetzhof an das Königreich Bayern. Im Rahmen des Gemeindeedikts wurde Ermetzhof dem 1808 gebildeten Steuerdistrikt Oberdachstetten und der 1810 gegründeten Ruralgemeinde Oberdachstetten zugeordnet. Mit dem Zweiten Gemeindeedikt (1818) entstand die Ruralgemeinde Ermetzhof. Sie war in Verwaltung und Gerichtsbarkeit dem Landgericht Leutershausen zugeordnet und in der Finanzverwaltung dem Rentamt Colmberg. Von 1862 bis 1879 gehörte Ermetzhof zum Bezirksamt Ansbach, ab 1880 zum Bezirksamt Rothenburg ob der Tauber (1939 in Landkreis Rothenburg ob der Tauber umbenannt). Die Gerichtsbarkeit blieb beim Landgericht Leutershausen, von 1880 bis 1973 war das Amtsgericht Rothenburg ob der Tauber zuständig, seitdem ist es das Amtsgericht Neustadt an der Aisch. Die Finanzverwaltung wurde 1880 vom Rentamt Rothenburg ob der Tauber übernommen (1919 in Finanzamt Rothenburg ob der Tauber umbenannt), seit 1972 ist das Finanzamt Uffenheim zuständig. Die Gemeinde hatte 1964 eine Gebietsfläche von 1,746 km².
Am 1. Juli 1972 wurde Ermetzhof im Zuge der Gebietsreform in Bayern in die Gemeinde Marktbergel eingegliedert.

## Einwohnerentwicklung
| Jahr      | 1818   | 1840   | 1852   | 1855   | 1861   | 1867   | 1871   | 1875   | 1880   | 1885   | 1890   | 1895   | 1900   | 1905   | 1910   | 1919   | 1925   | 1933   | 1939   | 1946   | 1950   | 1952   | 1961  | 1970   | 1987   | 2000  | 2012  |
| Einwohner | 82     | 105    | 104    | 106    | 102    | 105    | 119    | 116    | 97     | 102    | 100    | 101    | 100    | 94     | 79     | 76     | 87     | 82     | 70     | 85     | 105    | 99     | 80    | 51     | 57     | 63    | 54    |
| Häuser    | 28     | 18     |        |        |        |        | 22     |        |        | 22     | 22     |        | 21     |        |        |        | 23     |        |        |        | 19     |        | 18    |        | 17     |       |       |
| Quelle    | [ 13 ] | [ 14 ] | [ 15 ] | [ 15 ] | [ 16 ] | [ 17 ] | [ 18 ] | [ 19 ] | [ 20 ] | [ 21 ] | [ 22 ] | [ 23 ] | [ 24 ] | [ 23 ] | [ 25 ] | [ 23 ] | [ 26 ] | [ 23 ] | [ 23 ] | [ 23 ] | [ 27 ] | [ 23 ] | [ 9 ] | [ 28 ] | [ 29 ] | [ 2 ] | [ 2 ] |

## Religion
Neben Ermetzhof waren auch Binzwangen und Cadolzhofen in dessen historischer Kirchengemeinde Marktbergel eingepfarrt. Die Weihe neuer Kirchen in Cadolzhofen und Binzwangen führte zu einer Veränderung dieser Konstellation, so dass Ermetzhof heute der einzige historische Gemeindeteil ist, der bei dessen ursprünglicher Gemeinde Marktbergel verblieben ist.
Die Katholiken waren ursprünglich nach St. Johannis (Rothenburg ob der Tauber) gepfarrt, heute ist die Pfarrei St. Bonifaz (Bad Windsheim) zuständig.

## Trivia
In mehreren historischen Quellen wird die Ortschaft auch mit dem Namen „Ermetshofen“, „Ermershofen“ oder „Ermezhoffen“ bezeichnet. Aufgrund der geographischen Nähe zum 15 km entfernten Ermetzhofen bestehen bis heute Verwechslungen bei der Namensbezeichnung.

## Kultur
Ermetzhof hat mit dem 2013 gegründeten gemeinnützigen Verein „Kultur in der Scheune“ eine Institution, die mit jährlich 10 bis 15 hochwertigen Veranstaltungen aus den Bereichen der Alten Musik und der Literatur weit über die Grenzen des Landkreises hinaus ein breites Publikum erreicht.